# Гостья в доме
«Гостья в доме» (англ. Guest in the House), позднее выходил под названием «Сатана в юбке» (англ. Satan in Skirts) — фильм нуар режиссёра Джона Брама, который вышел на экраны в 1944 году.
Фильм рассказывает о психически больной молодой женщине (Энн Бакстер), которая приходит в качестве невесты в чужой дом, постепенно разрушая отношения между близкими людьми.
В апреле 1944 года фильм начинал снимать режиссёр Льюис Майлстоун, однако через месяц после начала работы прямо на съёмочной площадке он потерял сознание от приступа аппендицита, после чего в качестве режиссёра его сменил Джон Брам. В постановке фильма на разных этапах принимали участие также режиссёры Джон Кромвелл и Андре Де Тот.
Фильм получил смешанные отзывы критики. Отмечалось, что сюжет картины крайне надуман и не убедителен, вместе с тем, положительно была оценена актёрская игра.
Фильм получил номинацию на премию «Оскар» в категории «лучшая музыка» (её написал Вернер Янссен).

## Сюжет
Пожилая дама Марта Проктор (Алин Макмагон) вспоминает об «очень странной истории», которая произошла в доме её семьи:
Однажды летом в их большой загородный семейный дом в Новой Англии приезжает её племянник, доктор Дэн Проктор (Скотт Маккей) со своей невестой Эвелин Кит (Энн Бакстер), которой врачи в связи со слабым здоровьем рекомендовали провести некоторое время в спокойном месте на природе. Зайдя в дом, Эвелин не может воздержаться от восхищения тем, как всё устроено, после чего эмоционально приветствует каждого из его обитателей — Дугласа, старшего брата Дэна, который работает рекламным художником (Ральф Беллами), жену Дугласа по имени Энн (Рут Уоррик) и их дочь Ли (Конни Лэйрд), модель Дугласа по имени Мириам (Мари Макдональд), тётю Марту Проктор, друга семьи Эдварда Хэккетта (Джером Кауэн), а также слуг — немолодую супружескую пару Хильду (Маргарет Хэмилтон) и Джона (Перси Хилбрайт). Семья встречает Эвелин очень сочувственно и благожелательно, зная о её эмоциональных и физических проблемах, которые связаны с тяжёлым детством под гнётом отца-алкоголика. Энн выделяет Эвелин отдельную комнату, где та находит граммофон и пластинки, среди которых и пластинка с её любимым ноктюрном Ференца Листа «Грёзы любви». Тем же вечером, когда Дуглас и Энн счастливо кружатся в любовном танце, неожиданно раздаётся резкий крик Эвелин. Как выясняется, Ли решила показать гостье свою птичку в клетке, однако та страшно боится птиц и приходит от них в ужас. Чтобы успокоить Эвелин, Дуглас быстро набрасывает на абажуре торшера её портрет. Когда все расходятся, Эвелин достаёт свой тайный дневник, в котором пишет о своём безразличии и даже отвращении к Дэну и о возникшей страсти по отношению к Дугласу. В воскресенье, когда вся семья уходит в церковь, Мириам и Дуглас остаются работать в его студии. Решив завоевать Дугласа, Эвелин намеревается испортить их отношения, однако ей мешает Дэн, который неожиданно приехал из города, чтобы увидеться со своей невестой. Эвелин явно не рада встрече с ним и обвиняет жениха в безумной ревности, после чего настаивает на том, чтобы он немедленно вернулся на работу, где он нужен больным. Дэн безропотно собирает свои вещи и уезжает обратно в город. Вскоре Эвелин тайно настраивает Ли против Мириам, в результате чего маленькая девочка заключает, что у её отца роман с моделью. Расстроенная Ли делится своими грустными мыслями с Хильдой, которая рассказывает об этом Джону, и в конце концов, слухи доходят до Марты. Чтобы избежать возможных проблем, Марта предлагает Дугласу некоторое время отдохнуть от работы, а Мириам отправить в город, но он не хочет её слушать. Однажды днём Дуглас и Мириам отправляются вместе на станцию, чтобы забрать присланный ему из города растворитель для красок. После того, как среди ночи они возвращаются домой в изрядном подпитии, Хильда, возмущённая их поведением, а также несправедливыми претензиями к своей работе, заявляет о том, что увольняется. Оставшись с мужем наедине, Энн прямо спрашивает о его отношениях с Мириам, однако не желая выслушивать подозрения жены, Дуглас отказывается с ней разговаривать, после чего жалуется модели на несправедливые нападки. Когда Мириам направляется к Энн, чтобы всё ей объяснить, та демонстративно захлопывает перед ней дверь. Оскорблённая таким отношением, Мириам тем же вечером собирает свои вещи и уезжает в город. Эвелин тут же предлагает занять место Мириам и поработать для Дугласа в качестве модели.
Проходит несколько недель. Однажды в гости приезжает Хэккетт, до которого дошли новости о проблемах с Мириам. Энн жалуется ему, что с появлением в доме Эвелин Дуглас забросил свою работу и вместо этого начал писать для местной церкви картину с изображением Святой Цецилии, для которой ему позирует Эвелин. При этом Дуглас постоянно недоволен своей работой и стал крепко пить. В этот момент под музыку «Грёз любви» по лестнице спускается Ли, и Энн в горечью констатирует, что девочка начинает копировать некоторые черты Эвелин. Понимая, что Эвелин посеяла семена раздора в семье Прокторов, Хэккетт уговаривает Энн выпроводить гостью из дома. Однако когда Энн просит Эвелин переехать к Марте, та обвиняет её в необоснованной ревности и отказывается уезжать. Когда Дуглас возвращается домой, Эвелин в истерическом состоянии обвиняет Энн в несправедливых нападках, после чего начинает рыдать. Полагая, что во всём виновата жена, из-за которой перед этим была вынуждена уехать Мириам, Дуглас отталкивает Энн и выбегает из дома. Эвелин ликующе наблюдает за тем, как Энн собирает свои вещи и уезжает, после чего уничтожает её прощальную записку мужу. Вернувшийся вскоре Дуглас приходит в ужас, когда Эвелин пытается обнять и поцеловать его, при этом фантазируя об их совместной жизни. Он немедленно отправляется на станцию, где находит Энн, которая так и не села на поезд. Он просит у жены прощения, и, помирившись, они возвращаются в дом. По возвращении домой Дуглас обещает Эвелин устроить её в хороший санаторий, если она откажется от помолвки с Дэном. Оставшись одна, Эвелин звонит в город Дэну, и на следующее утро он приезжает. Встречая Дэна, Эвелин на глазах у всех предлагает ему немедленно пожениться. В этот момент Дуглас находит на столе в гостиной забытый Эвелин дневник, из которого зачитывает вслух несколько абзацев о её негативном отношении к Дэну и любви к Дугласу. После этого Эвелин просит Дугласа прочитать запись на последней странице, где она пишет, что больше не любит Дугласа. Влюблённый Дэн верит в честность и порядочность Эвелин и настаивает на том, что женится на ней. Пока он уходит, чтобы забрать некоторые свои вещи, Эвелин вдруг видит опустевшую птичью клетку, на зная о том, что птичка недавно умерла. Помня о психической реакции Эвелин на птиц, тётя Марта обманывает её, заявляя, что птичка просто вылетела из клетки и летает где-то по дому. В панике от возможного столкновения с птицей Эвелин выскакивает из дома, добегает до крутого обрыва и бросается в море.

## В ролях
- Энн Бакстер — Эвелин Хит
- Ральф Беллами — Дуглас Проктор
- Алин Макмагон — тётя Марта
- Рут Уоррик — Энн Проктор
- Скотт Маккей — доктор Дэн Проктор
- Мари Макдональд — Мириам
- Джером Кауэн — мистер Эдвард Хэккетт
- Маргарет Хэмилтон — Хильда, служанка
- Перси Килбрайд — Джон, дворецкий
- Конни Лэйрд — Ли Проктор

## Создатели фильма и исполнители главных ролей
Режиссёр немецкого происхождения Джон Брам прибыл в Голливуд в 1937 году, где в 1940-е годы прославился постановкой таких нуаровых триллеров, как «Жилец» (1944), «Хэнговер-сквер» (1945), «Медальон» (1946) и «Кровавые деньги» (1947).
Исполнительница главной роли Энн Бакстер на момент съёмок этого фильма была уже признанной актрисой, известной по главным ролям в драмах Жана Ренуара «Болотная вода» (1941) и Орсона Уэллса «Великолепные Эмберсоны» (1942), а также по военным драмам «Пять гробниц на пути в Каир» (1943) и «Салливаны» (1944). Уже после этого фильма, в 1947 году актриса была удостоена премии «Оскар» за роль второго плана в драме по роману Сомерсета Моэма «Остриё бритвы» (1946), а в 1951 году была номинирована на «Оскар» за исполнение главной роли в драме о театральной жизни «Всё о Еве» (1950). Среди других наиболее значимых киноработ Бакстер — криминальный вестерн «Жёлтое небо» (1948), триллер Альфреда Хичкока «Я исповедуюсь» (1953) а также библейская драма Сесила Де Милля «Десять заповедей» (1956).
В 1930-е годы Ральф Беллами уже был известным актёром, сыгравшим значимые роли в мелодраме «Недозволенное» (1932) и криминальной мелодраме «Охотник за фотографиями» (1933), а в 1938 году он был номинирован на «Оскар» за лучшую роль второго плана в романтической комедии «Ужасная правда» (1937). После этой картины он сыграл в таких популярных фильмах, как комедия «Его девушка Пятница» (1940), фильм ужасов «Человек-волк» (1941), а ещё позднее — в психологическом хорроре «Ребёнок Розмари» (1968), комедии «Поменяться местами» (1983) и мелодраме «Красотка» (1990).

## История создания фильма
В основу фильма была положена одноимённая пьеса 1942 года, которую написали Хагар Уайлд и Дейл Юнсон.
По информации «Голливуд Репортер», в декабре 1943 года Джоан Харрисон, известная своей работой с Альфредом Хичкоком, была приглашена в качестве сопродюсера и автора сценария, который она планировала написать совместно с Эллиоттом Полом. Однако из-за разногласий с продюсером Хантом Стромбергом в январе 1944 года она уволилась, и в итоге сценарий написала Кетти Фрингс.
В апреле 1944 года постановку фильма поручили режиссёру Льюису Майлстоуну, однако в мае прямо на съёмочной площадке он потерял сознание. Первоначально продолжить работу предложили режиссёру Джону Кромвеллу, однако он так и не успел взяться за работу, так в этот момент был вынужден снимать дополнительные сцены к фильму «С тех пор, как ты ушёл» (1944). Тогда в качестве режиссёра был назначен Джон Брам. По информации Линды Расмуссен, в постановке фильма принимал участие также режиссёр Андре Де Тот.
Энн Бакстер была взята для съёмок в этом фильме в аренду у студии Twentieth Century Fox. Первоначально продюсер фильма Хант Стромберг планировал пригласить на главную мужскую роль Джозефа Коттена, на роль Дэна — Корнела Уайлда, а на роль Ли — Джоан Кэрролл, однако по разным причинам от этих планов пришлось отказаться.
Панорамные съёмки для картины проводились на побережье в штате Мэн, дополнительные уличные сцены снимались на ранчо кинокомпании Universal Studios в Калифорнии.

## Оценка фильма критикой

### Общая оценка фильма
Сразу после выхода фильма на экраны обозреватель «Нью-Йорк Таймс» Босли Краузер дал ему резко негативную оценку, отметив, что это «самая безумная и невероятная история» из тех, которые в последнее время «тревожили экран». По его словам, на театральной сцене пьеса, по которой поставлен фильм, имела «умеренный успех», однако как фильму ей грозит «осмеяние и быстрый провал». Критик считает, что «вина за это лежит как на самой истории, которая дешева, надуманна и примерно столь же логична, как песня эстрадного певца», так и на всех тех, кто участвовал в работе над фильмом. Критик обращает внимание на то, что фильм «не объясняет причины злонамеренности леди, а та лёгкость, с которой она добивается своих целей, выглядит неубедительно». Подводя итог, Краузер замечает, что «признанный продюсер Стромберг» при работе над этой картиной «потерял хватку». Современный историк кино Деннис Шварц также невысоко оценил картину, назвав её «неудовлетворительной, тяжеловесной и лишённой логики театральной мелодрамой», которая «не возбуждает и не убедительна». По словам Шварца, фильм может послужить лишь предупреждением в отношении людей с истерическим поведением и показывает, «как можно посеять семена раздора, если в семье не всё в порядке».
Другие современные киноведы восприняли фильм, в основном, более благожелательно, хотя и обратили внимание на его недостатки. В частности, Тони Д’Амбра охарактеризовал картину как «один из менее значимых фильмов нуар», при этом «интересный и странный». На фильм обратил внимание также Спенсер Селби, написавший, что это «мрачная психологическая картина, в которой психически нездоровая молодая женщина оказывает ошеломляющее воздействие на счастливую семью». Журнал TV Guide пришёл к заключению, что это «порой неубедительный саспенс-фильм», однако «хороший актёрский состав не даёт ему упасть лицом в грязь». Леонард Молтин дал картине высокую оценку, назвав её «атмосферной, местами захватывающей мелодрамой о невротической молодой женщине и её воздействии на семью своего жениха». Позитивно оценила ленту и Линда Расмуссен, написавшая, что «это увлекательная, чувственная психологическая мелодрама, которая хорошо поставлена и сыграна».

### Оценка работы режиссёра и творческой группы
Краузер невысоко оценил постановку Джона Брама, написав, что она «настолько перегружена разговорами и пересказами, что в результате всё движется медленно и тяжеловесно».
Линда Рассмуссен обратила внимание на «отличную музыку фильма, которую сочинил Вернер Янссен». За музыку к этой картине Янссен был удостоен номинации на «Оскар».

### Оценка актёрской игры
Краузер невысоко оценил актёрскую игру, написав, что «Энн Бакстер играет разрушительницу с такой напускной скромностью, что все, кроме слепых, видят, что она что-то задумала». «Не менее нелеп», по мнению Краузера, и Ральф Беллами в роли «байронического красавца средних лет, который пытается быть по-мальчишески живым и влюблённым, и одновременно важным и мудрым».
Большинство киноведов, однако, позитивно оценило актёрскую игру. Так, Расмуссен выразила мнение, что «Бакстер выдаёт хорошую игру в роли психически нестабильной молодой женщины, которая не может справиться со своими навязчивыми страстями». Д’Амбра также посчитал, что Бакстер удаётся произвести «необходимое жуткое впечатление в роли сумасшедшей с патологическим и в конце концов роковым страхом перед птицами». Что же касается Беллами в роли «счастливо женатого мужчины, в которого она влюбляется», то он по существу играет «того же самого правильного парня», которого он сыграл в фильме «Его девушка Пятница» (1940). По мнению Молтина, «Беллами крайне привлекателен в редкой для себя романтической роли, а Энн работает из всех сил в своей роли, которая по духу близка её (будущей) роли Евы Харрингтон в фильме „Всё о Еве“ (1950)». Как и многие остальные критики, Майкл Кини отмечает, что «Бакстер доставляет удовольствие исполнением роли сумасшедшей гостьи из Ада с ненасытной потребностью поставить всё под свой контроль, а Беллами идеален в роли жизнерадостного, любящего мужа, эмоциональная открытость и невинность которого доводит его до большой беды» .